# Kaharlyk
Kaharlyk (ukrajinsky Кагарлик, rusky Кагарлык – Kagarlyk) je město v Kyjevské oblasti na Ukrajině. K roku 2012 měl přes třináct tisíc obyvatel.

## Poloha
Kaharlyk leží na Rosavě, levém přítoku Rosu. Od Kyjeva, správního střediska oblasti i hlavního města celé Ukrajiny, je vzdálen přibližně 78 kilometrů jižně.

## Dějiny
První písemná zmínka o Kaharlyku je z roku 1142. Městem je od 3. srpna 1971.

### Rodáci
- Panas Petrovyč Ljubčenko (1897–1937), ukrajinský revolucionář a sovětský politik